# Майданов, Денис Васильевич
Дени́с Васи́льевич Майда́нов (род. 17 февраля 1976, Балаково, Саратовская область, РСФСР, СССР) — российский певец, автор-исполнитель песен, композитор, поэт, актёр, музыкальный продюсер. Заслуженный артист Российской Федерации (2017), политический и общественный деятель.
Депутат Государственной Думы Федерального собрания Российской Федерации VIII созыва от Одинцовского одномандатного избирательного округа № 122, член фракции «Единая Россия». С 12 октября 2021 года — первый заместитель председателя комитета Государственной Думы по культуре. Член Центрального штаба Общероссийского народного фронта.
Лауреат премии ФСБ России (2015), премии Министерства обороны Российской Федерации в области культуры и искусства (2017), а также премии Росгвардии в области культуры и искусства (2022). Многократный обладатель музыкальных премий «Золотой граммофон», «Песня года», «Шансон года», а также ряда других наград.
Из-за поддержки российской агрессии во время российско-украинской войны находится под персональными международными санкциями всех стран Евросоюза, США, Великобритании и ряда других стран.

## Биография

### Ранние годы
Денис Майданов родился 17 февраля 1976 года в городе Балаково Саратовской области в семье служащих. Отец Дениса Василий (родился в Могилёвской области Белоруссии) работал на инженерных должностях химических предприятий. Мать Дениса, Евгения Петровна (родилась под Луганском), работала инспектором в Саратовгэсстрое, впоследствии начальником отдела кадров в Жилстрое.
Родители развелись, когда Денису было 8 лет; с этого времени мать воспитывала его одна. Для того чтобы помочь матери, Денис с раннего детства начал работать: с 13 лет подрабатывал дворником и охранником в детском саду, мыл машины.
В 8 лет Денис Майданов начал сочинять стихи: первые стихи были написаны им на 8 марта для мамы. Впоследствии, в возрасте 13 лет, он овладел игрой на гитаре; играть будущего артиста научил сосед по лестничной клетке. После этого Денис прекратил занятия баяном, по классу которого учился в музыкальной школе, и начал писать свои песни. Также, параллельно с занятиями гитарой, он посещал поэтический и театральный кружки в балаковском Дворце культуры, где научился играть на пианино, пел в вокально-инструментальном ансамбле.
В подростковом возрасте Денис любил читать книги таких авторов, как Джек Лондон, Жюль Верн, Томас Майн Рид, Александр Дюма, Рафаэль Сабатини и Роберт Льюис Стивенсон; их творчество повлияло и на его песни.
В 1992 году, в возрасте 16 лет, занял третье место на городском конкурсе эстрадного мастерства, исполнив собственную песню. Благодаря этому Майданов попал в число молодых исполнителей студии «МУЗ-А» в городском Доме творчества и параллельно стал автором песенного репертуара её солистов. Последовательно работал в Доме творчества в должности руководителя ВИА, методиста и руководителя «Клуба старшеклассников».
В школе Денис учился на «отлично», был отмечен грамотами за участие в культпросветработе, однако после 9 классов был вынужден бросить школу и поступить в химико-технологический техникум. Основных причин такого решения было две: первая — то, что семья нуждалась в деньгах, а в техникуме платили приличную стипендию; вторая — желание матери Дениса дать своему сыну техническую специальность. Во время учёбы отдавал предпочтение гуманитарным предметам, в частности — истории. В свободное от учёбы время руководил вокально-инструментальным ансамблем и играл в КВН — был капитаном команды механического отделения техникума.
Учась в техникуме, будущий артист решил поступать в Московский государственный университет культуры (МГУК, позже МГУКИ, ныне МГИК); для этого он, параллельно с техникумом, учился в вечерней школе, намереваясь получить аттестат на год раньше установленного срока. В 1995 году, когда ему удалось последнее, Денис поступил на заочное отделение МГУКИ по специальности «Менеджер-постановщик шоу-программ»; при поступлении он выдержал значительный конкурс — 72 человека на 6 мест. Он обучался режиссуре, менеджменту и актёрскому мастерству. Параллельно с учёбой Д. Майданов работал — сначала занимался мойкой машин, затем матери удалось устроить его ремонтником-монтажником на Сызранский нефтеперерабатывающий завод. Несмотря на хорошую зарплату, Денис ушёл с завода спустя год работы, осознав, что это не его профессия. Также в этот период он руководил ВИА и театральной студией в балаковском Доме творчества; там была студия звукозаписи, которую Денис использовал для записи своих первых песен и их последующей продажи местным поволжским музыкантам. В армии Д. Майданов не служил; однако впоследствии, часто давая концерты в воинских частях, научился обращаться с оружием и водить боевую технику.
В 1999 году Денис Майданов окончил МГУКИ. Тогда же он стал режиссёром Музыкального театра и заведующим музыкальным отделом Дома творчества города Балаково. Позже возглавил звукозаписывающую студию и стал продюсером созданного им продюсерского центра «Lenina-street», который объединил и централизовал балаковскую музыкальную молодёжную культуру. Продюсерский центр Майданова проводил ежегодный региональный музыкальный фестиваль и насчитывал до 10 собственных артистов и групп различных жанров, а также танцевальных коллективов.
В период с 1999 по 2001 год Майданов активно сотрудничал с московской студией «Союз», тогда же вышел дебютный альбом его группы «НВ» (Аш-Б), включивший в себя радиосинглы «Пятнистый ягуар» и «Подруга». С 2000 по 2001 год работал на должности специалиста по массовым мероприятиям в Управлении культуры Администрации города Балаково, был организатором и режиссёром большого количества городских, региональных и международных мероприятий. В 2000 году вышла песня «Она его не любит» (https://www.youtube.com/watch?v=I-biP1OhnLQ).

### Карьера в Москве
В 2001 году Денис Майданов приехал в Москву, начав работать там в качестве поэта и композитора-песенника для российских исполнителей. В начальный период своей жизни в Москве жил у друзей, с которыми учился в МГУКИ. За последующие два года, в связи с отсутствием постоянного заработка, Денис сменил 15 мест жительства; временами ему приходилось ночевать на вокзале и в метро. Первый значительный гонорар (150 долларов США) он получил в том же году от продюсера Юрия Айзеншписа за написание текста песни «За туманом» для певицы Саши. Впоследствии эта песня стала лауреатом фестиваля «Песня года-2002», принеся Д. Майданову первую музыкальную награду. Половину полученных от Айзеншписа денег (75 долларов) пришлось отдать человеку, организовавшему знакомство артиста с продюсером.
Постепенно к Майданову пришло признание, и его песни начали исполнять многие российские артисты — в частности, Николай Басков, Филипп Киркоров, Хор Турецкого, Александр Буйнов, Михаил Шуфутинский, Александр Маршал, Лолита, Жасмин, Иосиф Кобзон, Татьяна Буланова. Также им был написан ряд песен и саундтреков ко многим российским фильмам и сериалам.
В 2008 году Денис перешёл от написания песен для других исполнителей к записи и исполнению собственных песен. По словам артиста, это произошло случайно. После того как он, по заказу президента «Авторадио» Александра Варина, написал песню «Это радио — „Авторадио“» (она была исполнена группой «Мурзилки International» и впоследствии стала гимном радиостанции), Варин, прослушав рабочие записи сольных песен Дениса, предложил ему поставить песню «Вечная любовь» в эфир, настояв на том, что Майданов должен начать собственную исполнительскую карьеру. Также на решение Дениса самостоятельно исполнять свои песни повлияла позиция его жены Натальи. Спустя примерно полгода песня вошла в ротацию других радиостанций, а впоследствии Майданов получил за неё «Золотой граммофон». «Вечная любовь» стала первым хитом артиста, и до сих пор остаётся его визитной карточкой. В 2009 году в московском Доме музыки состоялся первый концерт Дениса.
В июне 2009 года Денис Майданов выпустил свой первый альбом «Я буду знать, что ты любишь меня… Вечная любовь». Впоследствии артистом были выпущены альбомы «Арендованный мир» (2011), «Пролетая над нами…» (2013), «Флаг моего государства» (2015), «Полжизни в пути… Неизданное» (2015), «Что оставит ветер» (2017), «Командиры» (2019), «Обречён на любовь» (2019), «Я остаюсь» (2020).

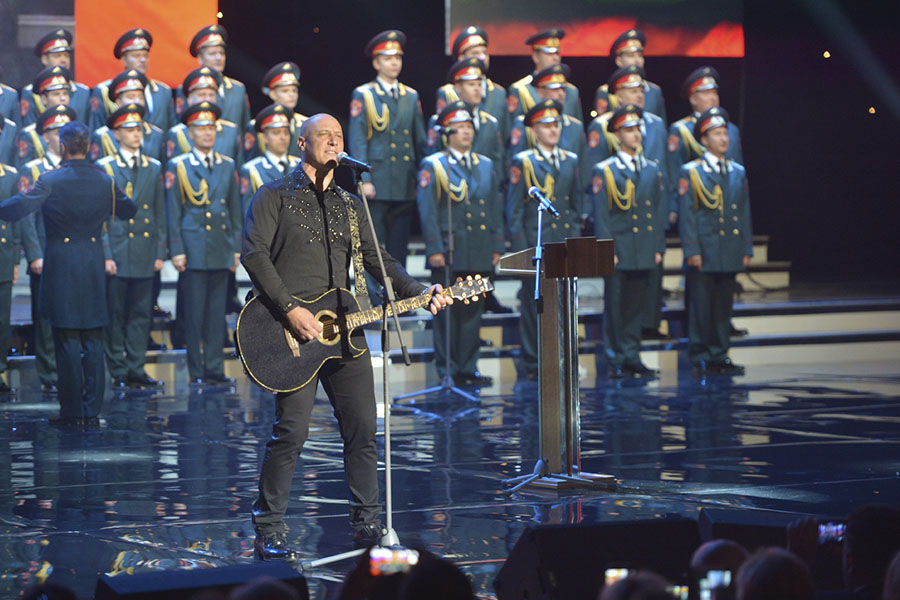
На концерте для сотрудников Главного Военно-медицинского управления, 2018 год

Д. Майданов вошёл в состав группы российских исполнителей, участвовавших, по приглашению министра обороны С. Шойгу, в новом исполнении государственного гимна России, которое было записано осенью 2013 года. Вместе с Денисом в записи приняли участие Валерия, Олег Газманов, Лариса Долина, Александр Маршал, Жасмин, Алсу, Дина Гарипова, Витас и другие артисты.
Дважды, в январе и июне 2016 года, Д. Майданов давал концерты для российских военнослужащих на военной базе Хмеймим в Сирии.
С ноября 2021 года ведёт в Youtube программу «Дело молодое» о российских предпринимателях.

### Депутат Госдумы
В марте 2021 года сообщил о решении баллотироваться в Государственную думу на сентябрьских выборах по 122-му Одинцовскому одномандатному округу Московской области, где на предыдущих выборах была избрана Оксана Пушкина («Единая Россия»). В конце мая на внутрипартийных праймериз «Единой России» Майданов получил большинство голосов, как кандидат в 122 округе. 16 июля он подал документы в ТИК и 29 июля был зарегистрирован кандидатом в Госдуму от партии «Единая Россия» в 122 округе. На состоявшихся 17-19 сентября 2021 года выборах получил большинство голосов — 40,39 % (102 124 голосов), опередив кандидата от КПРФ Сергея Теняева (19,06 %).
22 сентября 2021 года Майданов посетил церемонию вступления в должность губернатора Тульской области Алексея Дюмина, избранного на второй срок.
17 декабре 2022 года, в день День Ракетных войск стратегического назначения (РВСН), Майданов выпустил видеоклип «Сарматушка» на стихи Дмитрия Рогозина. Видеоклип содержит концертное выступление Майданова с участием ансамбля песни и пляски «Красная звезда» при РВСН и оркестра Военной академии РВСН, дополненное видеорядом из боевой техники, включая ракетный комплекс «Сармат». Майданов назвал свой видеоклип «идеологическим оружием».

## Группа «Терминал D»

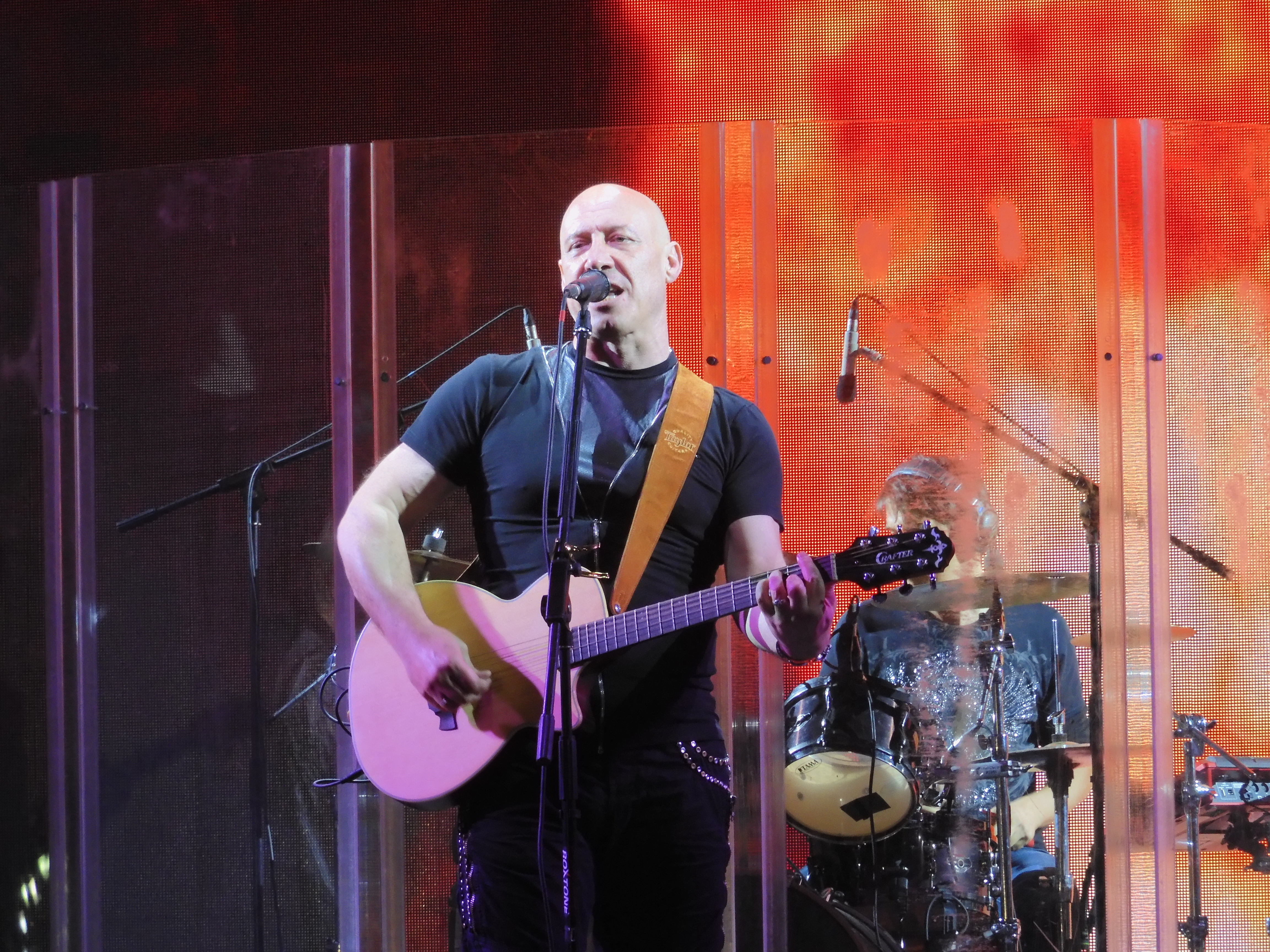
29 июня 2024 года, Йошкар-Ола

В 2003 году Майданов и Алексей Серебрянников собирались играть вместе, создать группу, однако группа оформилась лишь в 2009 году. В 2009 году была основана группа «Терминал D». В неё вошли:
- сам Денис Майданов — вокал, акустическая гитара, иногда электрогитара
- Павел Герасимов — соло-гитара
- Валерий Желуницын — бас-гитара, акустическая гитара
- Алексей Серебрянников (покинул состав весной 2018 по личным обстоятельствам, но в настоящее время снова является участником) — клавишные, дополнительная гитара, бэк-вокал
- Дмитрий Осляков — ударные
- Сергей Баранов — звукорежиссёр

До 2018 года её состав не менялся. На гастролях Денис Майданов всегда выступает в сопровождении коллектива «Терминал D».

## Политические взгляды
Денис Майданов поддерживает политику президента России В. В. Путина, отзываясь о нём как о «сильном человеке и руководителе». В 2012 году, когда Путин баллотировался на третий президентский срок, Майданов участвовал в двух предвыборных митингах в его поддержку — 4 февраля на Поклонной горе и 23 февраля в Лужниках. В 2015 году певец выступил на праздновании 63-летия В. В. Путина. Трижды, в 2013, 2015 и 2017 годах, он выступал перед гостями международного турнира по профессиональному боевому самбо «Плотформа S-70», среди которых был и Путин — неизменный посетитель этого турнира.
Поддерживает аннексию Крыма Россией, называя её «торжеством исторической справедливости». Принял участие в ряде массовых мероприятий в поддержку российской аннексии Крыма — таких как митинг-концерт «Мы вместе» в поддержку народа Крыма на Васильевском спуске в Москве (март 2014 года), Дни Москвы в Севастополе (июль 2014 года), байк-шоу «Ночных Волков» «Кузница Победы» под Севастополем (август 2015 года), а также студенческий фестиваль «Весна», посвящённый третьей годовщине аннексии Крыма Россией на Воробьёвых горах в Москве (март 2017 года).
В вооружённом конфликте на востоке Украины Денис Майданов осуждает действующие украинские власти. Это связано с тем, что брат матери певца, Константин Петрович, до 2014 года живший в Донбассе и работавший шахтёром, пострадал в ходе конфликта. После того как дом Константина Петровича подвергся миномётному обстрелу, Майданову удалось убедить его переехать с семьёй к нему в Москву. После года жизни в Москве семья дяди певца, получившая к тому времени российское гражданство, перебралась в Крым, где и проживает в настоящее время.
В 2017 году Д. Майданов осудил отказ украинских властей допустить на «Евровидение» в Киеве представительницу России Юлию Самойлову. При этом годом ранее, в 2016 году, Денис Майданов, вместе с Анастасией Стоцкой и Оскаром Кучера, входил в состав жюри «Евровидения» от России.
В январе 2018 года стал доверенным лицом Владимира Путина на президентских выборах 18 марта 2018 года. В интервью в феврале 2018 года вновь выразил полную поддержку Путину и его курсу, отметив, что считает его человеком, вырвавшим Россию из разрухи 1990-х годов и восстановившего в ней порядок. Также Денис отметил, что поставил бы Путина в один ряд с Петром I.
В 2022 году поддержал вторжение России на Украину, озвучил основные мифы и нарративы российской антиукраинской пропаганды, выступал на концертах для военнослужащих участников нападения на Украину и в поддержку войны, также Майданов призывал заблокировать иностранные соцсети.

## Общественная деятельность
Денис Майданов — участник благотворительного проекта Пятого канала «День добрых дел». Специально для «Дня добрых дел» им была написана песня «Это и есть любовь», ставшая гимном проекта; Д. Майданов исполнил эту песню им совместно с Ани Лорак, Валерией, Зарой, Николаем Басковым и Стасом Пьехой.
Д. Майданов является неоднократным участником благотворительных акций в различных регионах России. Так, в октябре 2010 года он принял участие в ежегодной благотворительной акции МВД России, приуроченной к празднованию Дня милиции в Грозном и Ханкале, а в октябре 2011 года — в аналогичной акции в Магасе. За участие в первом из этих мероприятий артист был награждён медалью «За службу на Северном Кавказе». В сентябре 2013 года Д. Майданов дал серию благотворительных концертов в городах Дальнего Востока, наиболее пострадавших от наводнения — Хабаровске, Благовещенске и Комсомольске-на-Амуре. Собранные средства были перечислены в фонд помощи пострадавшим от наводнения.
В сентябре 2013 года Майданов принял участие в митинге-концерте в поддержку кандидата в мэры Москвы С. С. Собянина, который состоялся за два дня до выборов в спорткомплексе «Олимпийский».
В 2015 и 2016 годах Д. Майданов давал концерты в Донецке. По состоянию на 2017 год ему был запрещён въезд на Украину.
В том же 2016 году был членом жюри финала Всероссийского молодёжного фестиваля патриотической песни «Я люблю тебя, Россия!», проводимого Росмолодёжью и Роспатриотцентром. В ноябре 2018 году Д. Майданов стал членом Центрального штаба Общероссийского народного фронта. В том же 2018 году он вошёл в состав Совета по культуре при Росгвардии. В ноябре 2019 года Денис Майданов стал членом Общественного совета при Министерстве культуры Российской Федерации. 25 декабря 2019 года на первом заседании нового состава совета его избрали заместителем председателя.
В сентябре 2020 года снялся в клипе «Любимую не отдают», целью которого является поддержка президента Белоруссии Александра Лукашенко во время белорусских массовых протестов против фальсификации результатов выборов.
После жалобы Дениса Майданова в 2022 году независимый сайт «Одинцово. Инфо» оказался заблокирован, а его создатель стал свидетелем по уголовному делу о распространении «фейков» про российскую армию. Поводом стала статья «Кровавые деньги Дениса Майданова» о гонорарах российских музыкантов на «патриотическом» фестивале «Солдатский конверт» в Ставрополе. Ранее, в различных СМИ, на основе информации госзакупок, сообщалось что звёзды эстрады запросили повышенные гонорары за выступление на патриотическом концерте, так Майданов выступил на концерте за 2,5 млн рублей, при обычном гонораре 1 млн рублей. После обращения Майданова одинцовский прокурор обнаружил на сайте ещё несколько заметок, которые «пропагандируют дискредитацию Вооружённых сил Российской Федерации» и подрыв целостности страны, «способствующий возникновению угрозы распространения идеологии терроризма и экстремизма».
В середине июня 2023 года поддержал и присоединился к предложению выплачивать премию российским военным и гражданским за подбитые танки Leopard украинских военных из личных средств.
Согласно международному журналистскому проекту Kremlin Leaks, Майданов входит в состав «агитбригад» российских провластных звёзд. Данные агитбригады созданы по поручению Сергея Кириенко для выступлений с гастролями на оккупированных территориям Украины в целях «поддержания боевого духа» российских военнослужащих. Сам проект курируется пропагандистской структурой АНО «Интеграция» созданной для продвижения провластных лидеров общественного мнения в СМИ.
18 марта 2024 года выступил на провластном митинг-концерте посвящённом десятилетию аннексии Крыма и победе Владимира Путина на президентских выборах.

### Членство в общественных организациях
- Член Международного союза деятелей эстрадного искусства[72];
- Член Президиума Национального фонда «Общественное признание»[73].

## Музыкальные предпочтения
Денис Майданов любит русский рок, в частности — творчество групп «Кино», «Сектор Газа», «Чайф», «ДДТ», «Агата Кристи», «Чиж & Co», а также Вячеслава Бутусова и Гарика Сукачёва. С уважением относится к Александру Розенбауму, Владимиру Высоцкому; в связи с тем, что песни последнего любили его родители и сам он вырос на них, в одном из интервью назвал себя «„прошитым“ Высоцким с детства».
С не меньшим уважением относится к творчеству Виктора Цоя. 21 июля 2014 года компанией Moroz Records был выпущен трибьют-альбом песен Виктора Цоя «Спасём мир», в котором Майданов исполнил песню «Группа крови». В записи пластинки также приняли участие Земфира, группы «Алиса», «Мельница», «Zdob și Zdub», а также Ольга Кормухина, Александр Ф. Скляр и ряд других исполнителей. Впоследствии певец неоднократно исполнял «Группу крови» во время своих выступлений, а в 2015 году включил эту песню в свой альбом «Флаг моего государства». В 2017 году Денис исполнил кавер-версию песни группы «Сектор Газа» «Местные».

Это моя родная музыка: я в ней жил, я её слушал, я из неё вышел.
— Денис Майданов о творчестве Виктора Цоя
Из зарубежных исполнителей Д. Майданов любит творчество Адриано Челентано и Милен Фармер. На песни Челентано им был исполнено несколько кавер-версий — в 2013 году (на песню «Stivali E Colbacco»; Новогодняя ночь на Первом канале), в 2014 году (на песню «Amore no»; Новогодняя ночь на НТВ), и в 2017 году (также на песню «Amore no»; музыкальное шоу «Top Disco Pop»).

## Международные санкции
Из-за поддержки российской агрессии и нарушения территориальной целостности Украины во время российско-украинской войны находится под персональными международными санкциями разных стран.
23 февраля 2022 года внесён в санкционные списки стран Евросоюза за действия и политику, которые подрывают территориальную целостность, суверенитет и независимость Украины и ещё больше дестабилизируют Украину.
24 февраля 2022 года включён в санкционный список Канады «близких соратников режима» за голосование о признании независимости «так называемых республик в Донецке и Луганске».
24 марта 2022 года, на фоне вторжения России на Украину, включён в санкционный список США за «соучастие в войне Путина» и «поддержку усилий Кремля по вторжению в Украину», Госдеп США заявил что депутаты Госдумы используют свои полномочия для преследования инакомыслящих и политических оппонентов, нарушают свободу информации, ограничивают права человека и основные свободы граждан России.
По аналогичным основаниям, с 11 марта 2022 года находится под санкциями Великобритании. С 25 февраля 2022 года находится под санкциями Швейцарии. С 26 февраля 2022 года находится под санкциями Австралии. С 12 апреля 2022 года находится под санкциями Японии. Указом президента Украины Владимира Зеленского от 7 сентября 2022 находится под санкциями Украины. С 3 мая 2022 года находится под санкциями Новой Зеландии.
Денис Майданов стал первым российским исполнителем, чей официальный канал в Youtube был заблокирован за поддержку войны.

##### Уголовное преследование
22 марта 2023 года украинский суд заочно приговорил Дениса Майданова к 15 годам лишения свободы с конфискацией имущества. Майданов и другие авторы обращения к президенту России с требованием признать независимость луганских и донецких сепаратистов, были признаны виновными в посягательстве на территориальную целостность и неприкосновенность Украины.

## Семья
С 2010 года Денис Майданов и его семья проживают в подмосковном городе Одинцово. С 2005 года Денис женат на Наталье Николаевне Майдановой (до замужества — Колесниковой), родившейся в 1981 году в Ташкенте. С будущей женой познакомился двумя годами ранее на прослушивании «Фабрики звёзд», куда Наталья пришла поддержать свою подругу.
В настоящее время Наталья работает директором артиста. Учредитель и руководитель нескольких коммерческих структур, в том числе АНО «Территория первых», получившей в 2022 году гранд от Президентского фонда культурных инициатив на Патриотический концертный тур «Zа ВМФ!» в поддержку Военно-Морского Флота России и российской агрессии против Украины более чем на 42 млн рублей. Автор и генеральный продюсер цикла художественно-документальных мини-фильмов «Дети войны» к 75-летию Победы, снятого при поддержке Администрации Президента России.
В их семье двое детей: дочь Влада (род. 2008) и сын Борислав (род. 2013).

## Собственность
По данным декларации от 2021 года, Майданов владеет двумя квартирами и четырьмя парковочными местами в Испании совместно с супругой. Задекларированный доход Майданова за 2021 год составил 3,1 млн руб, доход его супруги — 33,4 млн руб.

## Творческая деятельность

### Дискография

#### Альбомы
«Я буду знать, что ты любишь меня… Вечная любовь» (2009)
Первый сольный альбом Дениса Майданова, выпущенный 1 июня 2009 года. В него вошли 12 треков, написанных в период с 2001 по 2008 год. Автор музыки и слов всех песен — Денис Майданов. В альбом также вошёл видеоклип на песню «Вечная любовь».
1. Вечная любовь;
 2. Оранжевое солнце;
3. Я возвращаюсь домой;
4. Небо номер семь;
5. Переходный возраст;
6. 48 часов;
7. Комната на краю земли;
8. Антишок;
9. Время — наркотик;
10. Если ты не со мной;
11. Выше неба;
12. Осторожно… Любовь
«Арендованный мир» (2011)
Второй сольный альбом Дениса Майданова «Арендованный мир» вышел 28 апреля 2011 года: в него вошли 12 песен, написанных в период 2008—2011 годов. Денис Майданов — автор музыки и слов всех песен, кроме «Не может быть», слова к которой написаны в соавторстве с И. Гелла. В альбом также вошли видеоклипы на песни «Вечная любовь», «Я возвращаюсь домой», «Время — наркотик», «Пуля live» и «Оранжевое солнце».
1. Пуля;
2. Ничего не жаль;
3. Не может быть;
4. Я богат;
5. Дом;
6. Молодым умирать не страшно;
7. Арендованный мир;
8. Дай мне огонь;
9. Растают следы;
10. 1000 лет;
11. Бесконечная молодость;
12. Я верю в любовь
«Пролетая над нами…» (2014)
Официальный релиз третьего сольного альбома Дениса Майданов «Пролетая над нами» состоялся 3 февраля 2014 года. В альбом вошли 11 песен и 3 бонус-трека. В этом альбоме Д. Майданов выступил как автор музыки и слов всех песен, кроме «Территория сердца» (сл. Д. Майданов, К. Арсенев) и бонусного трека «Стеклянная любовь» (feat Филипп Киркоров) (муз. и сл. Д. Майданов, О. Попков). В альбом также вошли видеоклипы на песни «Пролетая над нами», «Вечная любовь», «Я возвращаюсь домой», «Время — наркотик», «Пуля», «Оранжевое солнце», «Ничего не жаль», «48 часов», «Стеклянная любовь» и «Я богат». Впоследствии, в 2015 году на песню «Территория сердца» был записан дуэт с Лолитой Милявской и также выпущен видеоклип.
1. Пролетая над нами;
2. Территория сердца;
3. Небо пополам;
4. 36,6;
5. Солнце там, где ты;
6. Доброй ночи, малыш;
7. Оттепель;
8. График;
9. Ностальгия;
10. Моя религия;
11. Ледяные пули;

Бонус-треки:
12. 48 часов (radio edit);
13. Стеклянная любовь (feat Ф. Киркоров);
14. 36,6 (full version)
«Флаг моего государства» (2015)
Релиз четвёртого номерного альбома Дениса Майданова «Флаг моего государства», посвящённого патриотической тематике, состоялся 6 ноября 2015 года. Кроме песен, написанных самим Д. Майдановым, в альбоме присутствуют кавер-версии популярных песен Владимира Высоцкого «Баллада о борьбе», Виктора Цоя «Группа крови» и Игоря Талькова «Бывший подъесаул». Впоследствии кавер-версии песни «Бывший подъесаул» вышла в совместном исполнении Д. Майданова, А. Маршала, О. Газманова и С. Трофимова и в сопровождении ансамбля «Русская песня» Н. Бабкиной.
1. Флаг моего государства;
2. Родина;
3. Кто такие Русские;
4. Мы с тобой одной крови;
5. Будем жить, старина;
6. Черно-белая правда;
7. Третий тост;
8. Территория жизни;
9. Герой;
10. Баллада о борьбе (кавер В.Высоцкого);
11. Группа крови (кавер В.Цоя);
12. Бывший подъесаул (кавер И.Талькова)
«Полжизни в пути… Неизданное» (2015)
4 ноября 2015 года состоялся релиз альбома «Полжизни в пути… Неизданное», в который вошли песни Дениса Майданова, уже звучавшие на радио и телевидении, но не подходившие по жанру к предыдущим альбомам, а также ремейк песни Олега Газманова «Мама» и песни в авторском исполнении, ранее написанные Д. Майдановым для других исполнителей: «Глубина» (для Александра Маршала), «Песня о хорошем» (для Александра Буйнова), «На краю» (для группы «Белый орёл») и «Горы» (для группы The Couple).
1. Полжизни в пути;
2. Колька;
3. Мама (кавер О.Газманова);
4. Малая родина;
5. Песня о Хорошем;
6. Тихий океан;
7. Глубина;
8. Автономка;
9. Горы;
10. На краю;
11. Друзьям;
12. Дорога в лучшее
«Что оставит ветер» (2017)
7 апреля 2017 года вышел альбом «Что оставит ветер», содержащий 2 версии одноимённой песни: сольную и совместную с дочерью певца Владой и Детским музыкальным театром «Домисолька». Песня «Любимый мой, любимая» была исполнена Денисом Майдановым в дуэте с женой Натальей. Песня «Жена» в радиостанциях и телеэфирах была представлена в дуэте с Сергеем Трофимовым. Впервые этот дуэт был представлен на юбилейном концерте Дениса Майданова в Кремле «Полжизни в пути», который состоялся 10 апреля 2016 года. Также в альбом вошла песня «Верность» на стихотворение Эдуарда Асадова «Я могу тебя очень ждать», которое положил на музыку друг Дениса Сергей Савватеев.
1. Что оставит ветер;
2. Час-пик;
3. Жена;
4. По дороге к Богу;
5. Сказка о счастье;
6. Осень поэта;
7. Мне хотелось бы жить;
8. Брат;
9. Я с тобой;
10. Это мой бой;
11. Что оставит ветер (Артек Edition) feat. Влада Майданова & Детский музыкальный театр «Домисолька»;
12. Любимый мой, любимая;
13. Верность;
14. День рождения
«Командиры» (2019)
9 мая 2019 года Денис Майданов выпустил свой седьмой по счету альбом «Командиры». Этот альбом, по словам самого артиста, не случайно вышел в канун Дня Победы, ибо посвящён всем, кто служил и продолжает служить Родине. Хедлайнер альбома — песня «ВДВ», записанная ещё августе 2017 года, к 87-й годовщине Воздушно-десантных войск России. Среди других песен есть композиции, посвящённые Великой Отечественной войне («Тишина», «Танкист-летёха») и участникам современных войн («Командиры», «Легенда» — кавер песни В.Цоя), Военно-космическим силам России («Если судьба — полет») и российским спецслужбам («Поколения чести»), космодрому «Восточный» («На Восточном») и Силам специальных операций («ССО»). Ещё одна песня посвящена Росгвардии и носит одноимённое название. Наконец, в альбоме присутствуют две песни, не связанные с военной тематикой — «Россия, вперёд!», посвящённая Олимпийской сборной РФ, и «Моя Ярославия» — гимн Ярославского края.
1. ВДВ;
2. Тишина;
3. Танкист-летёха;
4. Командиры;
5. Легенда (кавер на песню рок-группы «Кино»);
6. Поколения чести;
7. Если судьба — полёт;
8. На Восточном;
9. ССО;
10. Моя Ярославия;
11. Росгвардия;
12. Россия, вперёд
«Обречён на любовь» (2019)
20 декабря 2019 года вышел альбом-коллекция Дениса Майданова «Обречён на любовь». Хедлайнером новой пластинки артиста стала одноимённая песня, вышедшая в апреле 2019 года в качестве сингла. Основу альбома составили песни о любви, исполненные Д. Майдановым в последние несколько лет в дуэтах с другими исполнителями, среди которых — Лолита, Сергей Трофимов, Филипп Киркоров, Игорь Николаев, Олег и Родион Газмановы, Таисия Повалий, Надежда Кадышева, Анжелика Агурбаш, а также супруга Дениса Наталья Майданова. Также альбом включает в себя сольные треки «О ней» (кавер песни Ирины Дубцовой «О нём») и «Снег идёт» (на стихи Бориса Пастернака).
1. Обречён на любовь;
2. Территория сердца (feat. Лолита);
3. Жена (feat. Сергей Трофимов);
4. Верность (feat. Наталья Майданова);
5. Стеклянная любовь (feat. Филипп Киркоров);
6. Перекрёстки душ (feat. Анжелика Агурбаш);
7. Небо над Россией (feat. Игорь Николаев);
8. Мама (feat. Олег Газманов);
9. Счастье (feat. Таисия Повалий);
10. Здесь мы (feat. Родион Газманов);
11. Ты войдёшь в круг (feat. Надежда Кадышева);
12. О ней (cover Ирина Дубцова);
13. Снег идёт (poetry Борис Пастернак)
«Я остаюсь» (2020)
Релиз девятого альбома «Я остаюсь» состоялся 18 декабря 2020 года. Хэдлайнерами альбома стали три песни, последовательно вышедшие в качестве клипов и активно ротировавшиеся на радиостанциях России в течение 2020 года: «Я остаюсь» (апрель), «Хватит войны» (июнь) и «Утро дорог» (ноябрь). После выхода альбома поклонники и критики заговорили о «возвращении» прежнего и привычного рок-н-ролльного Дениса Майданова, но вышедшего на новый уровень звучания и философии. Комментарий автора: — «Я хотел быть в этом альбоме максимально честным и откровенным и, может быть поэтому, в нём нет „проходных“ песен. Горжусь каждой из них и по мне — это сильный творческий альбом, в котором я по-настоящему „отпустил на волю“ перо автора-исполнителя из народа.»
1. Я остаюсь;
2. Зажигай;
3. Утро дорог;
4. Считалочка;
5. Всё будет гуд;
6. Молодость моя;
7. Рок-н-ролл о любви;
8. Блюз-позитив;
9. Я иду на свет;
10. Всё хорошо;
11. Мальчик;
12. Хватит войны!
«Русский мир» (2023)
10 марта 2023 года Денис Майданов выпустил юбилейный, десятый альбом, получивший название «Русский мир». Альбом вышел на всех цифровых платформах, его выпустило цифровое музыкальное издательство «МА-ЯК».

В альбом вошли как песни, хорошо известные на момент выхода альбома, так и совсем новые композиции.
1. Русский мир;
2. Александр Невский;
3. Победа за нами! (дуэт с Романом Разумом);
4. Мы привыкаем жить на войне;
5. Сарматушка;
6. Спецназ;
7. Мариуполь;
8. Пункт пропуска;
9. Чёрное море;
10. Дорога на Ялту;
11. Ангелы доброй надежды;
12. Мы вместе;
13. Русский мир (с хором имени Пятницкого)
«Патриотические песни, Часть 1» (2025)

9 мая 2025 года Денис Майданов выпустил первую часть одиннадцатого альбома, получившую название «Патриотические песни, Часть 1». Альбом вышел на всех цифровых платформах, его выпустило цифровое музыкальное издательство «МА-ЯК». В него вошли 28 треков. Автор музыки и слов всех песен — Денис Майданов.
1. Вечная любовь;
2. Я возвращаюсь;
3. Пуля;
4. Ничего не жаль;
5. 1000 лет;
6. Бесконечная молодость;
7. Ностальгия;
8. Флаг Моего Государства;
9. Родина;
10. Кто такие Русские;
11. Мы с тобой одной крови;
12. Будем жить старина;
13. Чёрно-белая правда;
14. Третий мост;
15. Территория жизни;
16. Герой;
17. Баллада о борьбе;
18. Группа крови;
19. Бывший подъесаул;
20. Полжизни в пути;
21. Колька;
22. Тихий океан;
23. Глубина;
24. Автономка;
25. На краю;
26. Мне хотелось бы жить;
27. Брат;
28. Я с тобой
«Патриотические песни, Часть 2» (2025)

9 мая 2025 года Денис Майданов выпустил вторую часть одиннадцатого альбома, получившую название «Патриотические песни, Часть 2». Альбом вышел на всех цифровых платформах, его выпустило цифровое музыкальное издательство «МА-ЯК». В него вошли 30 треков. Автор музыки и слов всех песен — Денис Майданов.
1. Это мой бой;
2. Верность;
3. ВДВ;
4. Тишина;
5. Танкист - летеха;
6. Командиры;
7. Легенда;
8. Поколения части;
9. Если судьба - полёт;
10. ССО;
11. Считалочка;
12. Всё будет гуд;
13. В бой, мой мальчик;
14. Хватит войны!;
15. Русский;
16. Александр Невский;
17. Победа за нами;
18. Мы привыкаем…;
19. Сарматушка;
20. Спецназ;
21. Мариуполь;
22. Пункт пропуска;
23. Чёрное море;
24. Дорога на Ялту;
25. Мы вместе;
26. Белый город;
27. Я голосую за жизнь;
28. Я хотел бы;
29. Мой сын продолжит;
30. Знать, чтобы помнить

#### Песни, не вошедшие в дискографию
Пять песен Дениса Майданова не были включены ни в один из вышедших на данный момент альбомов артиста:
- «Живая сталь» — написана в 2015 году для сталелитейной компании «Северсталь»[122];
- «Питер, вперёд» — написана в 2019 году для хоккейного клуба СКА из Санкт-Петербурга[123].
- «Учитель» — песня, посвящённая представителям педагогической профессии и вышедшая 1 сентября 2021 года[124]
- «Кони» — песня, посвящённая 100-летию футбольного клуба ЦСКА, любимого клуба Майданова. Вышла в 2023 году[125].

### Фильмография
| Год  |   | Название                                      | Роль                                         |
| ---- | - | --------------------------------------------- | -------------------------------------------- |
| 2007 | с | «Александровский сад-2»                       | Савкин                                       |
| 2008 | ф | «Красное на белом»                            | эпизод                                       |
| 2009 | с | «Медвежий угол»                               | заключенный                                  |
| 2010 | с | «След»                                        | серия 211 «Вопросы крови», Андрей Кожевников |
| 2012 | ф | «Братаны 3»                                   | Николай Сибирский, певец                     |
| 2016 | с | «Капитан полиции метро»                       | эпизод                                       |
| 2017 | с | «Последний мент»                              | камео                                        |
| 2018 | ф | «Однажды в Америке, или Чисто русская сказка» | начальник полиции                            |
| 2024 | с | «Музыка времени»                              | камео                                        |
| 2025 | ф | «Тимур и его команда»                         | камео                                        |

### Исполнители песен Дениса Майданова[126]
| Исполнитель            | Название песни                  | Автор музыки            | Автор слов               |
| ---------------------- | ------------------------------- | ----------------------- | ------------------------ |
| Николай Басков         | «Рядом с тобой»                 | Д. Майданов             | Д. Майданов              |
| Хор Турецкого          | «С тобой и навсегда»            | Д. Майданов             | И. Гелла                 |
| Филипп Киркоров        | «Акапелла души»                 | В. Матецкий, Л. Гуткин  | Д. Майданов              |
| Александр Маршал       | «Глубина»                       | Д. Майданов             | Д. Майданов              |
| Александр Буйнов       | «О хорошем»                     | Д. Майданов             | Д. Майданов              |
| Михаил Шуфутинский     | «Как же быть с любовью»         | Д. Майданов             | К. Арсенев               |
| Иосиф Кобзон           | «Гимн медицине»                 | Д. Майданов             | В. Максимов              |
| Татьяна Буланова       | «Это я»                         | Д. Майданов             | М. Алигер, Д. Майданов   |
| Глеб Матвейчук         | «Я буду целовать тебя всю ночь» | Д. Майданов             | Д. Майданов              |
| Анжелика Агурбаш       | «Перекрёстки душ»               | В. Матецкий, Л. Гуткин  | Д. Майданов              |
| Мурзилки International | «Это радио — „Авторадио“»       | Д. Майданов             | И. Гелла                 |
| Мурзилки International | «С Новым годом, Страна»         | Д. Майданов             | Д. Майданов              |
| Руслан Алехно          | «Любимая»                       | Д. Майданов             | Д. Майданов              |
| Наталья Ветлицкая      | «Я буду верить в любовь»        | Д. Майданов             | И. Гелла                 |
| Жасмин                 | «От любви до любви»             | Д. Майданов             | Д. Майданов              |
| Катя Лель              | «Одна под прицелом»             | Д. Майданов             | Д. Майданов              |
| Александр Кутиков      | «Твоя любовь»                   | А. Кутиков              | Д. Майданов              |
| Борис Моисеев          | «Маленький Париж»               | Д. Мосс                 | Д. Майданов              |
| Борис Моисеев          | «Я буду жить сейчас»            | Д. Майданов             | Д. Майданов              |
| Юлиан                  | «Я так сильно тебя люблю»       | Д. Майданов             | Д. Майданов              |
| Марина Хлебникова      | «Полчаса до лета»               | Д. Майданов             | М. Хлебникова            |
| Белый орёл             | «На краю»                       | Д. Майданов             | Д. Майданов              |
| Белый орёл             | «Теряй»                         | Д. Майданов, Л. Гревнов | Д. Майданов              |
| Саша                   | «За туманом»                    | С. Низовцев             | Д. Майданов              |
| Эд Шульжевский         | «Она и Он»                      | Д. Майданов             | И. Гелла                 |
| Эд Шульжевский         | «Люби его»                      | Д. Майданов             | К. Арсенев               |
| Эд Шульжевский         | «По имени Настя»                | Д. Майданов             | Д. Майданов              |
| Эд Шульжевский         | «Синий вечер»                   | Д. Майданов             | Д. Майданов              |
| Эд Шульжевский         | «День рожденья»                 | Д. Майданов             | Д. Майданов              |
| Эд Шульжевский         | «100 минут»                     | Д. Майданов             | Д. Майданов              |
| Эд Шульжевский         | «Девочка по имени Любовь»       | Д. Майданов             | В. Ткаченко, Д. Майданов |
| Party                  | «Сердце пополам»                | С. Низовцев             | Д. Майданов              |
| J-Power                | «Люби-люби»                     | Д. Майданов             | Д. Майданов              |
| J-Power                | «Она его не любит»              | Д. Майданов             | Д. Майданов              |
| Стрелки                | «Жара»                          | Д. Майданов             | Д. Майданов              |
| Лора Виталь            | «Одинокая»                      | Д. Майданов             | Д. Майданов              |
| Марта                  | «Для него»                      | Д. Майданов             | Д. Майданов              |
| Марта                  | «Из тысячи лиц»                 | Д. Майданов             | Д. Майданов              |
| Елена Воробей          | «Всё перемелется»               | Д. Майданов             | Д. Майданов              |

Также Денис Майданов является автором музыки и слов ко всем песням альбома «Подруга» группы HB.

### Музыка для кино
Денисом Майдановым написаны песни и саундтреки к следующим фильмам и сериалам:
| Фильм / Сериал                                | Год       | Показ               | Песня                    | Исполнитель         |
| --------------------------------------------- | --------- | ------------------- | ------------------------ | ------------------- |
| «Евлампия Романова. Следствие ведёт дилетант» | 2003      | СТС                 | «Красивая»               | Сергей Апрельский   |
| «Зона»                                        | 2005      | НТВ                 | «Одинокая»               | Лора Виталь         |
| «Автономка»                                   | 2006      | НТВ                 | «Глубина»                | Александр Маршал    |
| «Сдвиг»                                       | 2006 2014 | кинопрокат Россия-1 | «Сдвиг»                  | группа The Couple   |
| «Воротилы»                                    | 2009      | Первый канал        | «Не может быть»          | Антон Коржаков      |
| «Анжелика»                                    | 2010      | Первый канал        | «Вечная любовь»          | Денис Майданов      |
| «Месть»                                       | 2011      | НТВ                 | «На краю»                | Группа «Белый орёл» |
| «Братаны»                                     | 2012      | НТВ                 | «Будем жить, старина»    | Денис Майданов      |
| «Марш-бросок. Особые обстоятельства»          | 2013      | Россия-1            | «Ничего не жаль»         | Денис Майданов      |
| «Следователь Протасов»                        | 2014      | Пятый канал         | «Чёрно-белая правда»     | Денис Майданов      |
| «Свет и тень маяка»                           | 2015      | НТВ                 | «Акапелла души»          | Филипп Киркоров     |
| «Город особого назначения»                    | 2015      | Пятый канал         | «Ничего не жаль»         | Денис Майданов      |
| «Великолепная пятёрка»                        | 2019      | Пятый канал         | «Пролетая над нами»      | Денис Майданов      |
| «Великолепная пятёрка»                        | 2019      | Пятый канал         | «Оранжевое солнце»       | Денис Майданов      |
| «Великолепная пятёрка»                        | 2019      | Пятый канал         | «Мы с тобой одной крови» | Денис Майданов      |
| «Музыка времени»                              | 2024      | Wink                | «Переходный возраст»     | МАЙВЛ               |

## Участие в телепроектах
В 2012 году принимал участие в проекте Первого канала «Две звезды», где выступал в тандеме с актёром Гошей Куценко; впоследствии Гоша и Денис сохранили дружеские отношения. В августе того же года участвовал в телепроекте «Битва хоров» на телеканале «Россия-1» в качестве наставника хора «Виктория» из Екатеринбурга, который стал победителем проекта. Тем не менее, в 2013 году он отказался от участия в очередном сезоне «Битвы хоров».
В декабре 2012 года Денис Майданов принял участие в «Рождественских встречах» Аллы Пугачёвой. Дважды, 18 марта 2012 года и 23 июня 2013 года, он был участником программы «Пока все дома». В 2013 году Денис принял участие в проекте «Универсальный артист». В 2015 году певец был членом жюри и наставником в программе телеканала «Россия-1» «Живой звук», а в 2016 году — членом жюри второго сезона проекта «Новая звезда» на телеканале «Звезда».
В 2017 году певец снялся в роли самого себя в 40 серии 3 сезона телесериала «Последний мент». Согласно сценарию сериала, певец родился и вырос в вымышленном городе Державинск (в котором и разворачивается действие картины), и его песня «Вечная любовь» была написана именно там в соавторстве с Лёхой Дивовым (главным героем сериала, роль которого исполняет Гоша Куценко). 25 мая 2018 принимал участие в программе «Судьба человека» с Борисом Корчевниковым, в 2019 году — в программе «Секрет на миллион» с Лерой Кудрявцевой.

## Награды и звания
Государственные награды:

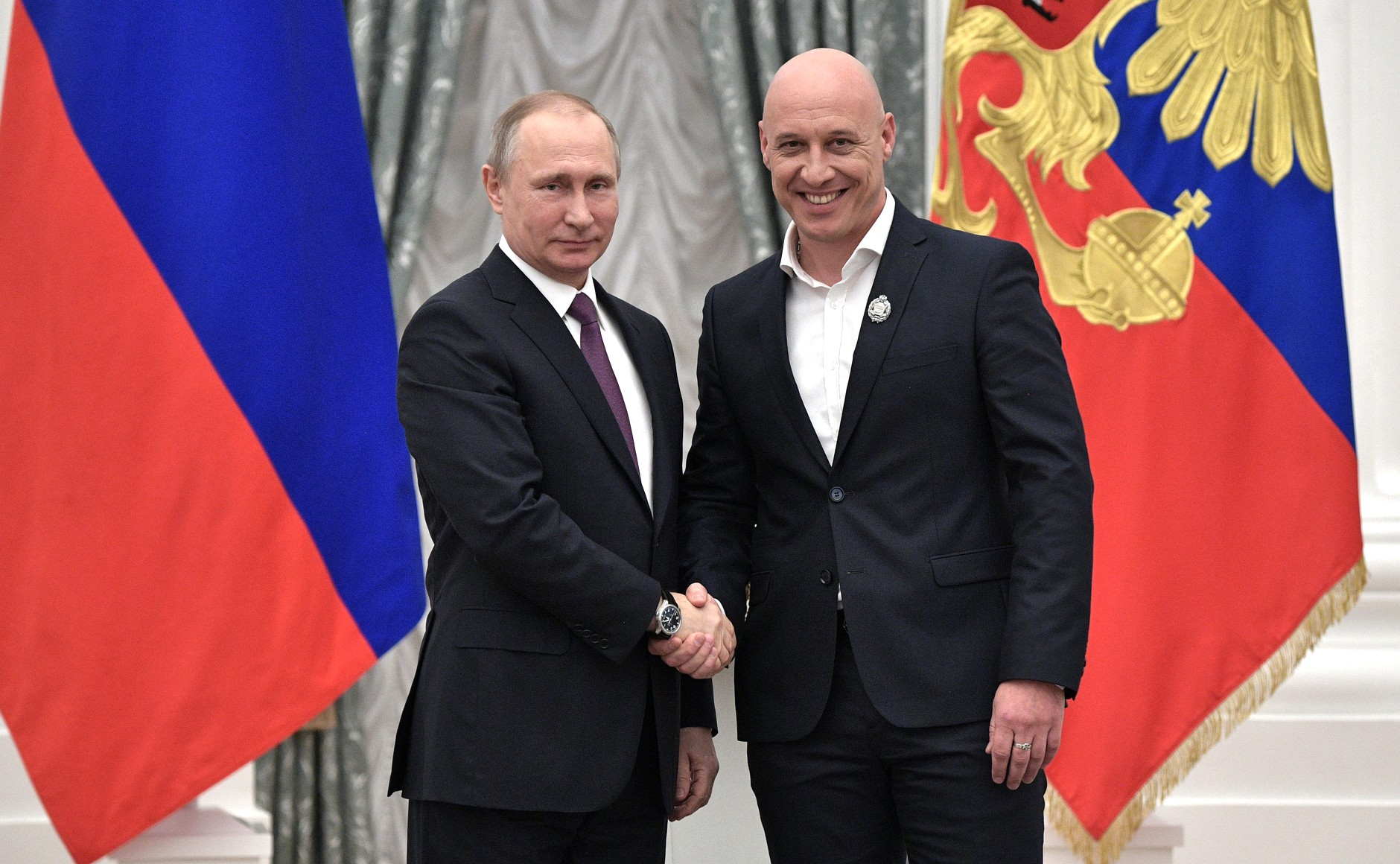
Вручение знака «Заслуженный артист Российской Федерации»,
24 мая 2017 года

- 2017 — Заслуженный артист Российской Федерации — за заслуги в области эстрадного искусства и плодотворную творческую деятельность[140]
- 2018 — Благодарственное письмо Президента Российской Федерации[141]
- 2018 — Благодарность Президента Российской Федерации
- 2023 — медаль «За труды в культуре и искусстве»[142]

Награды субъектов Российской Федерации:
- 2013 — Заслуженный артист Карачаево-Черкесской Республики[143]
- 2016 — медаль «За защиту Крыма» — вручена 23 июля 2016 года первым заместителем председателя Совета министров Республики Крым Михаилом Шереметом во время концерта Д. Майданова в Ялте[144]
- 2018 — Благодарность Губернатора Московской области
- 2019 — Знак преподобного Сергия Радонежского[145]

Ведомственные награды:
- 2014 — медаль «За пропаганду спасательного дела» (МЧС России)[146]
- 2014 — знак «За содействие МВД России»[146]
- 2015 — медаль «За вклад в укрепление правопорядка» (МВД России)
- 2015 — лауреат 1-й премии ФСБ России в номинации «Музыкальное искусство»[147]
- 2016 — медаль «Участнику военной операции в Сирии» (Минобороны России)[148]
- 2017 — лауреат премии Министерства обороны Российской Федерации в области культуры и искусства — за активную культурно-шефскую работу[149]
- 2018 — медаль «За содействие» (Росгвардия, 25 июня 2018 года)[150]
- 2018 — Золотой почётный знак «Общественное признание»
- 2022 — премия Росгвардии в области литературы и искусства[151]

Неоднократно отмечен почётными грамотами и благодарственными письмами многих министерств и ведомств РФ. Награждён почётной грамотой Министерства культуры РФ
Награды общественных организаций:
- 2010 — медаль «За службу на Северном Кавказе» (Всероссийский Союз общественных объединений ветеранов десантных войск) — приказ о награждении подписан в октябре 2010 года командующим Объединённой группировкой войск (сил) на Северном Кавказе генерал-лейтенантом Е. А. Зубаревым[50];
- 2014 — медаль «Патриот России» (Российский государственный военный историко-культурный центр при Правительстве Российской Федерации)[146].
- 2017 — лауреат Премии «Архитектор знаний» Международного детского центра «Артек» (за преданность «Артеку», выражение лучших музыкальных традиций «Артека» в XXI веке)[152].
- 2017 — знак отличия «За заслуги» 1-й степени Международного детского центра «Артек» (за создание официальной прощальной песни «Артека» — «Что оставит ветер»)[153].

Музыкальные премии:
- Лауреат фестиваля «Песня года»:
  - 2002 — за песню «За туманом», написанную для певицы Саши[3];
  - 2013 — за песню «Пролетая над нами»[154]
  - 2016 — за песню «Территория сердца» (совместно с Лолитой)[155];
  - 2017 — за песню «Жена» (совместно с Сергеем Трофимовым)[156];
- Обладатель премии «Золотой граммофон»:
  - 2009 — за песню «Вечная любовь»[157]. На этой же церемонии получил, также за «Вечную любовь», специальный приз от портала MUZ.RU «Самая скачиваемая песня 2009 года»[158];
  - 2013 — за песню «Пролетая над нами»[157];
  - 2015 — за песню «Вечная любовь» (юбилейная премия «Лучшие песни за 15 лет»)[159];
  - 2016 — за песню «Территория сердца» (совместно с Лолитой);
  - 2017 — за песню «Что оставит ветер»[160];
- Обладатель премии «Шансон года»:
  - 2012 — за песню «Пуля»[161];
  - 2013 — за песню «Пролетая над нами»[162];
  - 2014 — за песню «Будем жить, старина»[163];
  - 2015 — за песню «Мы с тобой одной крови» (совместно с Баян Микс)[164]
  - 2016 — за песню «Территория сердца» (совместно с Лолитой)[165], а также за кавер-версию песни Игоря Талькова «Бывший подъесаул» (совместно с А. Маршалом, О. Газмановым и С. Трофимовым)[112][166];
  - 2019 — за песню «Брат»[167];
  - 2020/2021 — за песню «Я остаюсь»[168][169];
  - 2022 — за песню «Молодость моя»[170];
  - 2023 — за песню «Всё будет гуд»[171][172].
- Лауреат премии «Звёзды „Дорожного радио“» — 2011, 2012, 2013[173], 2014, 2015, 2016[174], 2017[175], 2018, 2021[176], 2022[177], 2023[178].
- Лауреат премии «Звуковая дорожка „Московского Комсомольца“»:
  - 2011 — за песню «Время-наркотик»[179];
  - 2013 — в номинации «Универсальный солдат музыки»[180];
- Лауреат музыкальной премии «Питер FM» в номинации «Народный выбор» — 2010, 2011, 2012[181];
- Лауреат программы «20 лучших песен» Первого канала — 2010; за песню «Время-наркотик»[182];
- Лауреат премии телеканала НТВ «Русская сенсация» — 2011; за песню «Время-наркотик»[183].
- Лауреат Реальной премии MusicBox — 2016; специальный приз в номинации «Автор-исполнитель»[184].
- Лауреат премии «Music Box Gold»:
  - 2019 — за песню «Обречён на любовь». После церемонии награждения артист передал премию своей супруге Наталье, сыгравшей главную роль в клипе на указанную песню[185].
  - 2023 — за песню «Пролетая над нами» (в номинации «Золотой хит»)[186][187].

## Факты
- С юных лет Д. Майданов увлекается футболом, обычно играя в полузащите либо в атаке. В зрелые годы, однако, он стал играть гораздо реже из-за достаточно напряжённого гастрольного графика[188]. В настоящее время Денис играет за три любительские команды — команду «Гильдия актёров кино России», команду звёзд шоу-бизнеса «Артисты России»[3] и команду звёзд музыки, политики и спорта «Старко»[189]. В 2013 году в составе команды «Старко» он принял участие в фестивале «Арт-футбол» — чемпионате мира по футболу среди артистов[189]
- Песня Д. Майданова «Что оставит ветер» является официальным прощальным гимном лагеря «Артек»[190].
- В 2010 году новая, на тот момент, песня Д. Майданова «Время-наркотик» подверглась критике и была снята с ротации на радиостанциях за якобы содержащуюся в ней пропаганду наркотиков. Экспертиза Госнаркоконтроля не выявила в песне вышеупомянутой пропаганды, и «Время-наркотик» вернулась в эфиры радиостанций. По словам самого Д. Майданова, документ о результатах экспертизы содержал следующую формулировку: «„Время — наркотик“ не является рекламой наркотика, а является художественным образом для передачи состояния безнадежно влюбленного молодого человека»[191].